# Trip Through Your Wires
«Trip Through Your Wires» (с англ. — «Путешествие по твоим телефонным проводам») — песня ирландской рок-группы U2, восьмая композиция альбома The Joshua Tree 1987 года. Песня примечательна блюзовый структурой и включает партию на губной гармонике в исполнении фронтмена группы Боно.

## Запись
В 1986 году ранняя версия этой песни, содержащая другой текст, была исполнена в передаче TV GAGA телеканала RTÉ.
Во время записи песни продюсер Даниэль Лануа играл на Омнихорде, электронной автоарфе. Он подключил её к оборудованию гитариста Эджа, используя его гитарный усилитель и педаль с эффектом дилея. По словам продюсера, по звуку это напоминало орган «звенящий на заднем плане».

## Выпуск
Песня была выпущена в качестве промосингла в Австралии — тиражом 500 копий, каждый номер которой был прописан от руки. Сингл включал в себя би-сайды «Luminous Times (Hold on to Love)», «Spanish Eyes» и «Silver and Gold».
После выпуска альбома «Trip Through Your Wires» исполнялась на протяжении всего турне в его поддержку, однако после этого музыканты не включали её в концертные сет-листы на протяжении 30 лет. Песня вновь стала исполняться вживую в 2017 году в турне приуроченному к тридцатилетнему юбилею альбома Joshua Tree Tour 2017 — она звучала во время сета, когда лонгплей исполнялся полностью.
По словам Эджа, песня должна была звучать в контексте другой песни, которая так и не попала на альбом, «Sweetest Thing», однако впоследствии была выпущена в качестве би-сайда сингла «Where the Streets Have No Name». В 1998 году эта композиция была перезаписана и выпущена на сборнике The Best of 1980–1990, а также в качестве сингла в его поддержку.